# 160. specialnooperacijski aviacijski polk (zračnoprevozni)
Za druge 160. polke glej 160. polk.
160. specialnooperacijski aviacijski polk (zračnoprevozni) (angleško 160th Special Operations Aviation Regiment (Airborne); kratica 160th SOAR (A)) je aviacijski polk KOV ZDA, ki izvaja zračno podporo specialnim enotam kopenske vojske ZDA.

## Zgodovina
Po neuspehu operacije Orlov krempelj leta 1980 (poskus rešitve ameriških talcev v Teheranu) je tedanji predsednik Združenih držav Amerike Jimmy Carter ukazal analizo operacije in napoved za prihodnost, kako bi se take situacije reševale. V tem času ni imela KOV ZDA nobene helikopterske enote, ki bi bila izurjena za izvajanje specialnih operacij.
KOV ZDA se je obrnila na 101. aviacijski bataljon, ki je imela največ izkušenj z uporabo helikopterjev v boju ter na izbrane elemente 158., 159. in 229. aviacijskih bataljonov. Izbrani vojaški piloti so takoj pričeli urjenje na področju nočnega letanja. Enota je postala znana kot »Task Force 160« in je bila edina aviacijska enota za nočno letenje in izvajanje specialnih operacij.
Prva generacija pilotov je končala urjenje jeseni 1980, nakar je bila zgodaj 1981 načrtovana novo reševanje talcev - operacija Honey Badger, ki pa je bila odpovedana.
Enota je bila uradno ustanovljena 16. oktobra 1981 kot »160. aviacijski bataljon«.
Prvo bojno akcijo je doživela leta 1983 med operacijo Nujni bes (ameriško invazijo na Grenado).
1986 je dobila novo ime - »160. aviacijska skupina (zračnoprevozna)« in nato maja 1990 v trenutno ime. V tem času je dobil polk tudi novo organizacijsko strukturo.
Med 1987 in 1988 je polk sodeloval v operaciji Earnest Will; varovali so kuvajtske tankerje med iransko-iraško vojno. V tem času so kot prva enota na svetu začeli uporabljati nočnoglede in infrardeče opazovalne naprave.
Junija 1988 sta dva helikopterja MH-47 med operacijo Mount Hope III preletela 490 milj in ukradla helikopter Mi-24 Hind.
Najbolj znana operacija, v kateri je sodeloval polk, je bila v oktobru 1993 operacija Gotska strupenjača, ko sta bila med bitko za Mogadiš sestreljena dva Črna jastreba, kar je bila osnova za filmsko uspešnico Sestreljeni črni jastreb.
Trenutno polk deluje v Iraku v sklopu operacije Iraška svoboda.

## Organizacija
Polk je trenutno organiziran sledeče:
- 3 bataljoni,
- ena trenažna četa,
- 2 predhodni četi (ena pri južnem in ena pri pacifiškem poveljstvu ZDA).

1. in 2. bataljon sta nastanjena v Fort Campbellu, medtem ko je 3. bataljon del nacionalne garde in je nastanjen na Hunter Army Airfield (Georgia). Leta 2002 je imel polk okoli 1.600 vojakov.

## Oborožitev in oprema
Polk uporablja helikopterje, ki so prilagojeni za specialno bojevanje, kot so MH-60 Black Hawk, MH-47 Chinook, AH-6 Little Bird in MH-6 Little Bird.

## Pripadniki enote
- Mike Durant